# Achyranthes aspera
Achyranthes aspera L. es una especie de plantas herbáceas perteneciente a la familia de las amarantáceas.

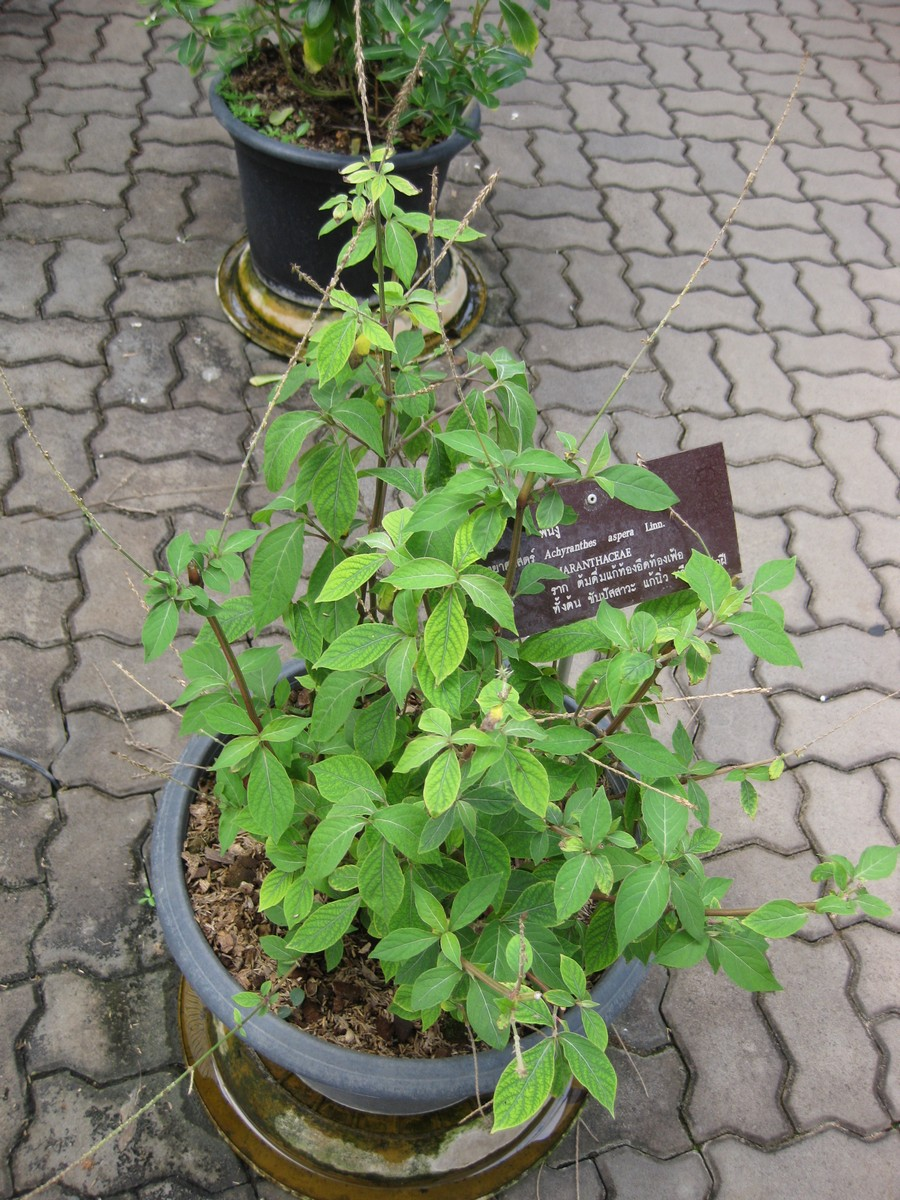
Vista de planta

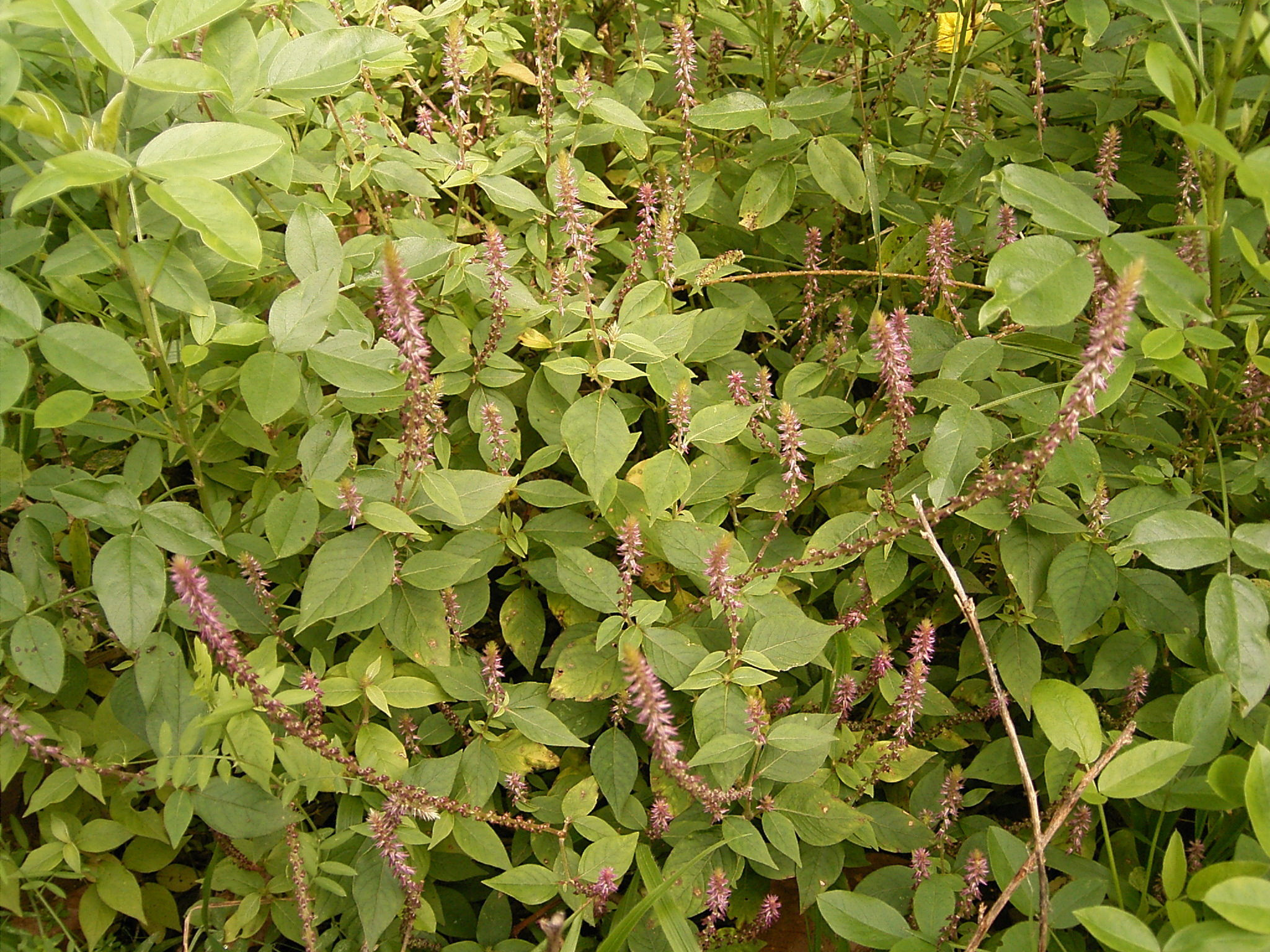
Vista de la planta

## Descripción
A. aspera es una planta que se diferencia dentro de Amaranthaceae por sus inflorescencias dispuestas en espiga y por sus hojas opuestas.
Es una hierba perenne, erecta. Hojas enteras, opuestas, pecioladas, cortamente acuminadas, verdes por ambas caras. La inflorescencia se encuentra en una espiga terminal estrecha. Las flores son hermafroditas, con una bráctea y dos bractéolas, de más de 5 mm (milímetros). Perianto de 4-5 tépalos, prácticamente libres, lanceolados, agudos, duros y espinescentes en la fructificación. Estambres 2-5 alternando con pseudoestaminodios, filamentos soldados en la base en una cúpula membranácea. Fruto seco indehiscente rodeado por los tépalos.

## Distribución geográfica
De amplia distribución se encuentra en las regiones tropicales e introducida en las Islas Canarias.

## Propiedades
En Uttar Pradesh, la planta se utiliza para un gran número de propósitos medicinales, especialmente en obstetricia y ginecología, incluyendo el aborto, inducción del parto y el cese de la hemorragia posparto. El pueblo Masái de Kenia la utilizan como planta medicinal para aliviar los síntomas de la malaria.
Principios activos;
Achyranthes aspera contiene triterpenoides saponinas que poseen ácido oleanólico como la aglicona. La ecdisterona, una  hormona para la muda de insectos, y alcoholes de cadena larga también se encuentran en Achyranthes aspera.

## Taxonomía
Achyranthes aspera fue descrita por Carlos Linneo y publicado en Species Plantarum 1: 204. 1753.
Etimología
Achyranthes: nombre genérico que procede del griego achyron, que significa ‘paja’ o ‘cáscara’, y anthos, que significa ‘flor’, aludiendo al aspecto del cáliz.
aspera: epíteto latino con el mismo significado, aplicable a las inflorescencias de la planta.
Sinonimia
- Achyranthes argentea Lam.
- Achyranthes obtusifolia Lam.[6]
- Achyranthes acuminata E.Mey. ex Cooke & Wright
- Achyranthes asperoides Pires de Lima
- Achyranthes australis R.Br.
- Achyranthes canescens R.Br.
- Achyranthes daito-insularis Tawada
- Achyranthes ellipticifolia Stokes
- Achyranthes fruticosa Desf.
- Achyranthes grandifolia Moq.
- Achyranthes obovata Peter
- Achyranthes obovatifolia Stokes
- Achyranthes okinawensis Tawada
- Achyranthes robusta C.H.Wright
- Achyranthes sicula Roth
- Achyranthes tenuifolia Steud.
- Cadelaria punctata Raf.
- Centrostachys aspera (L.) Standl.
- Centrostachys australis (R.Br.) Standl.
- Centrostachys canescens (R.Br.) Standl.
- Centrostachys grandifolia (Moq.) Standl.
- Centrostachys indica (L.) Standl.
- Stachyarpagophora aspersa Maza[7]

## Nombres comunes
Se conoce como "malpica", "chirchita de las Antillas" y "vicho menudito".